# Saint Malo (Louisiane)
Pour les articles homonymes, voir Saint-Malo (homonymie).
Saint Malo était un petit village lacustre de pêcheurs qui exista dans la paroisse de Saint-Bernard en Louisiane sur les bords du lac Borgne du milieu du XVIIIe au début du XXe siècle quand il fut détruit par l'ouragan de la Nouvelle-Orléans de 1915. Ce fut le premier lieu d'établissement de Philippins aux États-Unis et peut-être d'une population asiatique.
Le village tient son nom du chef d'un groupe d'esclaves fugitifs. En 1784 ce groupe mené par Jean Saint Malo s'échappa vers une zone marécageuse du lac Borgne avec des armes obtenues auprès d'esclaves affranchis. Jean Saint Malo fut par la suite capturé par les forces espagnoles et pendu le 19 juin 1784 devant le fronton de la cathédrale Saint-Louis de La Nouvelle-Orléans. 
Le village fut construit en 1763 par des Philippins qui désertèrent de navires espagnols participant aux commerce dit des galions de Manille. Les raisons de cette désertion varient mais celle qui est souvent retenue est leur volonté d'échapper aux brutalités espagnoles. Ils s'installèrent dans les marais de Louisiane, là où aucun Espagnol ne viendrait les chercher. Ces personnes qui s'installèrent dans ces bayous furent appelés les Manilamen et plus tard aussi les Tagalas. Ils s'auto-gouvernèrent et leur existence resta inconnue de la société américaine pendant plus de cent ans. C'est le journaliste Lafcadio Hearn qui publia un article dans le Harper's Weekly en 1883 qui les fit connaitre. C'est le premier article connu écrit sur une population philippine aux États-Unis.

## Source
- (en) Cet article est partiellement ou en totalité issu de l’article de Wikipédia en anglais intitulé « Saint Malo, Louisiana » (voir la liste des auteurs).